# Ahmed al-Charaa
Ahmed Huseín al-Charaa (en árabe: أَحْمَد حُسَيْن الشَّرْع‎, romanizado: ʾAḥmad Ḥusayn aš-Šarʿ; Riad, 29 de octubre de 1982), también conocido por su nombre de guerra Abu Mohamed al-Golani (en árabe: أَبُو مُحَمَّد الْجَوْلَانِيّ‎, romanizado: ʾAbū Muḥammad al-Jawlānī), es un antiguo combatiente islamista y político sirio que se desempeña como presidente de la República Árabe Siria desde el 29 de enero de 2025.
Fue líder de la organización terrorista Frente Al-Nusra y, entre 2017 y 2024, ejerció como emir de Hayat Tahrir al-Sham (HTS), otro grupo terrorista, consolidándose como figura protagonista del yihadismo en Siria. Tras su vinculación con al-Qaeda y su liderazgo en el Frente al-Nusra, precursor de HTS, el Departamento de Estado de EE.UU. ofreció hasta 10 millones de dólares por información que condujera al arresto de este líder terrorista.
Al-Golani jugó un papel clave en la ofensiva del noroeste de Siria de 2024, que llevó a la caída del presidente Bashar al-Ásad y al establecimiento del gobierno provisional sirio. Posteriormente, sirvió como líder de facto de Siria, hasta ser nombrado presidente por una junta de comandantes insurgentes, sin proceso electoral ni legitimidad democrática.

## Biografía

### Antecedentes familiares

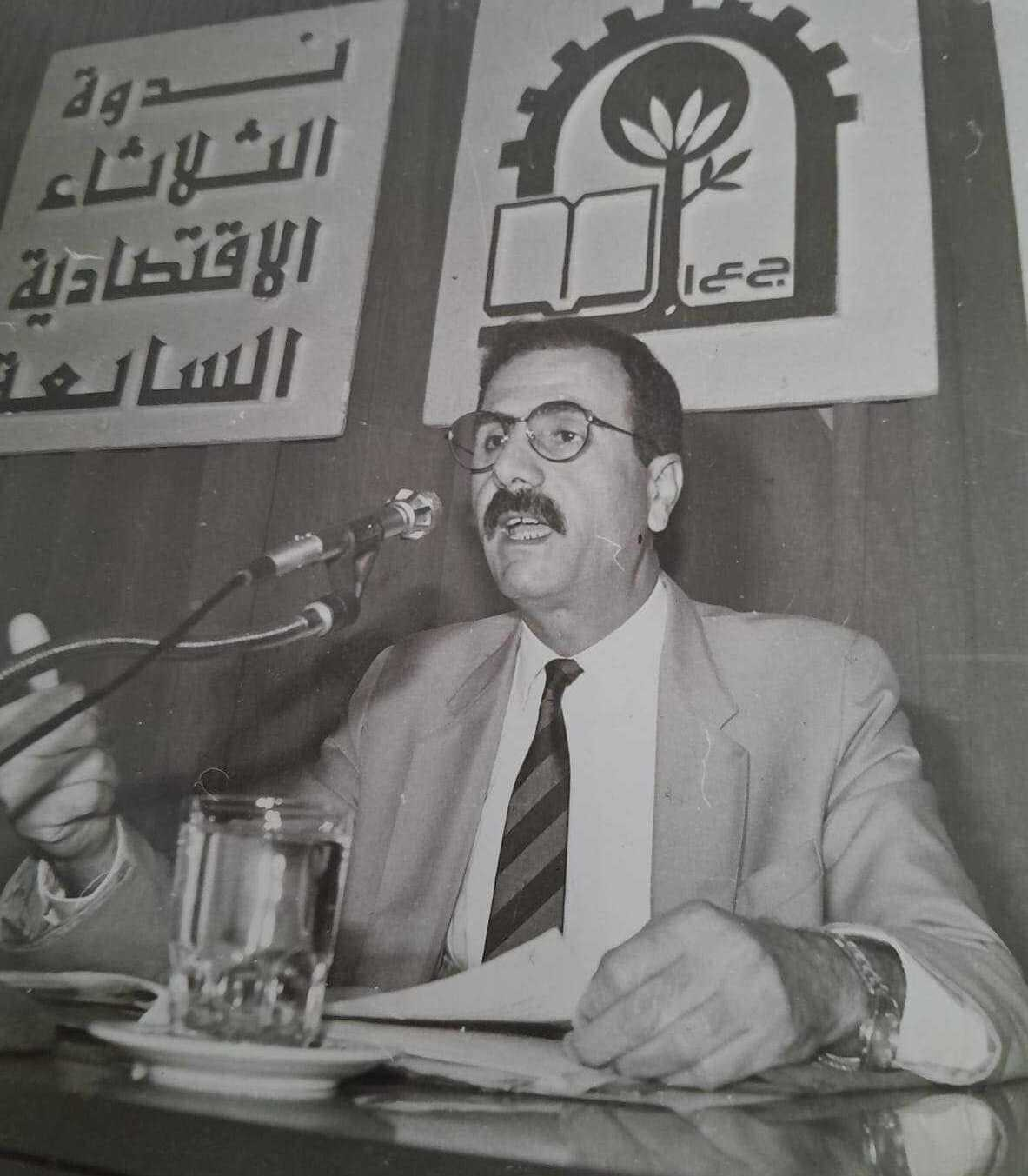
El padre de al-Charaa, Hussein al-Charaa, fotografiado en 1992

Su familia procedía de los Altos del Golán y fue desplazada en 1967 después de la ocupación israelí de los territorios del Golán durante la guerra de los Seis Días. Su nisba "al-Golani" es su nombre de guerra en referencia los Altos del Golán.
El padre de Ahmed era un activista estudiantil, que simpatizaba con el nacionalismo árabe y el nasserismo en Siria. Fue encarcelado por los baazistas sirios durante las purgas antinasseristas, ocurridas después de los golpes de Estado de 1961 y 1963, que desmembraron la República Árabe Unida e impulsaron al Partido Baaz Árabe Socialista hacia el poder.[cita requerida]
El padre de Ahmed escapó de prisión para completar sus estudios superiores en Irak en 1971. Durante este período, también viajó a Jordania para cooperar con los fedayines palestinos de la Organización para la Liberación de Palestina. [cita requerida] Tras regresar a Siria en la década de 1970, ahora gobernada por el presidente Háfez al-Asad, el padre de Ahmed fue nuevamente encarcelado. Posteriormente, fue liberado y encontró asilo en Arabia Saudita.

### Primeros años y guerra de Irak
Ahmed al-Charaa nació el 29 de octubre de 1982 en Riad, Arabia Saudita, donde su padre trabajó como ingeniero petrolero hasta 1989. Ese año, la familia al-Charaa regresó a Siria, y él creció y vivió en la zona de villas orientales del barrio Mezzeh de Damasco, hasta mudarse a Irak en 2003.
Una vez que Ahmed se trasladó a Irak para luchar contra las tropas estadounidenses después de la invasión de Irak de 2003, ascendió rápidamente en las filas de Al Qaeda en Irak. Según el periódico The Times of Israel, este indicó que al-Charaa era un estrecho colaborador del líder del grupo, Abu Musab al-Zarqaui.  Sin embargo, según una entrevista realizada en 2021, al-Charaa afirmó que nunca había conocido personalmente a al-Zarqaui y negó cualquier rol de liderazgo durante la insurgencia iraquí temprana, aparte de haber luchado como un soldado de infantería bajo el mando de Al Qaeda contra la ocupación estadounidense en Irak. 
Antes de que estallara una guerra civil en Irak en 2006, al-Charaa fue arrestado por las fuerzas estadounidenses y encarcelado durante más de cinco años en varias prisiones y centros de detención. Estas prisiones incluían Abu Ghraib, Camp Bucca, Camp Cropper y la prisión de al-Tajji.

## Guerra civil siria

### Fundación de Al-Nusra
Tras la fase de insurrección civil de la guerra civil siria en 2011, Ahmed desempeñó un papel principal en la planificación y ejecución de un acuerdo con Abu Bakr al-Baghdadi para trasladarse y establecer una rama siria de Al Qaeda, conocida como Jabhat al-Nusra. Este grupo fue aliado del grupo terrorista Estado Islámico de Irak, hasta 2013. Existió un acuerdo entre al-Charaa y al-Baghdadi para resolver sus diferencias bajo la mediación del líder de Al Qaeda, az-Zawahirí.
Esta formación de una filial de Al Qaeda en el país, fue facilitada por hombres, armas y dinero que el EEI suministró al-Charaa. Estos planes fueron implementados por al-Charaa y algunos líderes del EII, después de que el primero fuese liberado de prisión. En enero de 2012, al-Charaa fue declarado Emir del Frente al-Nusra. En diciembre de ese año, el Departamento de Estado de Estados Unidos declaró a al-Nusra como organización terrorista oficialmente designada, señalando que "al-Nusra" era simplemente un nuevo alias para Al Qaeda en Irak. Bajo su liderazgo, el Frente al-Nusra se convertiría en uno de los grupos más poderosos de Siria.

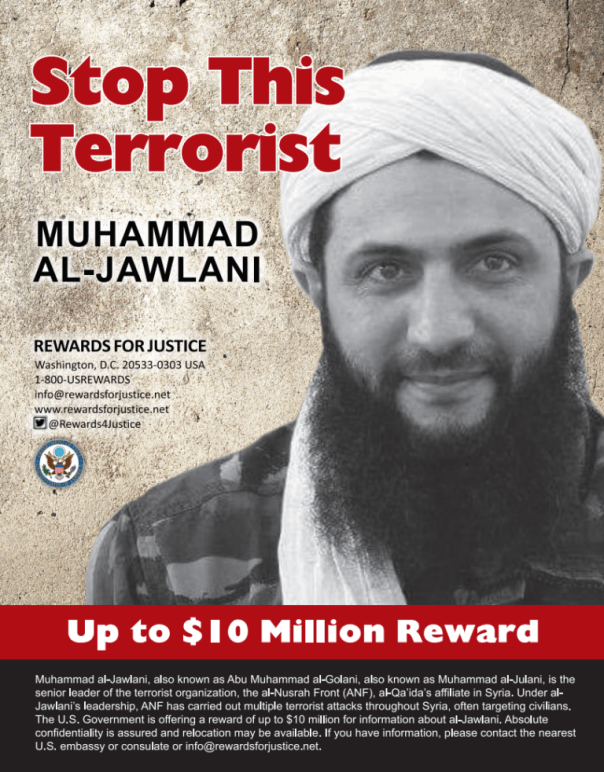
Cartel del Departamento de Estado de EE.UU. publicado en 2017, anunciando una recompensa de 10 millones de dólares por información conducente al líder terrorista Ahmed al-Charaa, alias al-Golani.

### Conflicto con el Estado Islámico
En abril de 2013, al-Charaa rechazó el intento de Abu Bakr al-Baghdadi de disolver el frente como grupo independiente e incorporarlo directamente al Estado Islámico. De haberse cumplido, esto habría eliminado toda autonomía local del frente, y hubiera colocado a todos los líderes, decisiones y acciones directamente bajo el control de al-Baghdadi. 
Para evitar perder su autonomía y su identidad, al-Charaa juró lealtad directamente al Aymán az-Zawahirí, lider de Al Qaeda, y este apoyó la solicitud de Ahmed de separar su grupo como entidad independiente. Este cambio en la cadena de lealtad transformó al frente en la rama oficial siria de al-Qaeda. Sin embargo, al-Baghdadi rechazó la decisión de este y declaró que la fusión de las dos organizaciones seguía adelante. Se produjeron entonces enfrentamientos entre el frente y el Estado Islámico por el control del territorio sirio.

### Resurgimiento de al-Nusra
A finales de mayo de 2015, durante la guerra civil, al-Charaa fue entrevistado por Ahmed Mansour en Al Jazeera, ocultando su rostro. En la entrevista, describió la conferencia de paz de Ginebra como una farsa y afirmó que la Coalición Nacional para las Fuerzas de la Oposición y la Revolución Siria, apoyada por occidente, no representaba al pueblo sirio y no tenía presencia terrestre en Siria. Mencionó que el Frente al-Nusra no tenía planes de atacar objetivos occidentales y que su prioridad se centraba en luchar contra el régimen sirio, Hezbolá y el Dáesh.
Cuando se le preguntó sobre los planes de al-Nusra para la Siria de posguerra, al-Charaa afirmó que considerara "establecer un estado islámico". También mencionó que el frente no atacaría a la minoría alauita, a pesar de que en el Islam se les considera "herejes". Sin embargo, un comentario sobre esta entrevista afirma que al-Charaa también agregó que los alauitas serían dejados en paz mientras abandonaran elementos de su fe que contradicen el Islam.
En octubre de 2015, Ahmed al-Charaa ordenó ataques indiscriminados contra aldeas alauitas en Siria. Dijo que "no hay otra opción que intensificar la batalla y atacar las ciudades y aldeas alauitas en Latakia". Al-Charaa también pidió que los civiles rusos fueran atacados por los antiguos musulmanes soviéticos.

### Separación de al-Qaeda
El 28 de julio de 2016, al-Charaa anunció que el Frente al-Nusra había roto sus vínculos con Al-Qaeda y que el grupo ahora pasaría a llamarse Jabhat Fateh al-Sham. Como parte del anuncio, al-Charaa afirmó que el grupo renombrado "no tiene afiliación con ninguna entidad externa".
Aunque en un principio Zawahiri apoyó públicamente la escisión, luego, a través de una carta, reprendió duramente a al-Charaa, catalogando dicha decisión como un "acto de desobediencia" y amonestó a al-Masri por haber dado su aprobación. Este rechazo, hizo que al-Masri retirara dicho apoyo. Como forma de protesta, varias figuras leales a al-Qaeda en el grupo, incluidos Abu Julaybib, Abu Khadija al-Urduni y Abu Humam al-Shami, abandonaron Jabhat Fateh al-Sham. Figuras de al-Qaeda, Abdullah Ahmed Abdullah y Saif al-Adel, también se opusieron a la escisión y se esperaba que al-Charaa revirtiera su decisión. Sin embargo, se negó a hacerlo.

### Formación de Hayat Tahrir al-Sham
El 28 de enero de 2017, Ahmed anunció que Jabhat al-Fath al-Sham  se disolvería y se fusionaría con un nuevo grupo islamista sirio, más grande llamado Hayat Tahrir al-Sham (en español: Asamblea o Entidad para la Liberación del Levante). Bajo un nuevo nombre, el grupo se centró en luchar tanto a al-Qaeda y Dáesh para deshacerse de las percepciones hostiles de occidente. Siendo su lider, Ahmed ayudó a derrotar al Dáesh, a al-Qaeda y a la mayoría de las fuerzas opositoras en las cercanías de HTS, logrando controlar casi toda la provincia de Idlib. Se constituiría en los territorios bajo su control, el Gobierno de Salvación Nacional, un protoestado alineado con el HTS.
En 2017, el Departamento de Estado de EE. UU. publicó un cartel en el que se afirmaba lo siguiente: "Muhammad al-Jawlani, también conocido como Abu Muhammad al-Golani o Muhammad al-Julani, es el principal líder del Frente al-Nusra (ANF), la filial de al-Qaeda en Siria. Bajo su liderazgo, el grupo ha perpetrado numerosos atentados terroristas en todo el país, muchos de ellos dirigidos contra civiles. El Gobierno de los Estados Unidos ofrece una recompensa de hasta 10 millones de dólares por información que conduzca a su localización. Se garantiza absoluta confidencialidad y, si es necesario, se contempla la posibilidad de reubicación."
En el verano de 2020, al-Charaa hizo frecuentes apariciones públicas en Idlib, en un intento de ganar el apoyo de la población. La producción de videos de los medios afiliados a Hayat Tahrir al-Sham, aumentó significativamente a mediados de ese año, y diariamente se publicaron múltiples videos que mostraban videos de gobernanza, distribución de impuestos en aldeas rurales, videos de primera línea y reuniones de al-Charaa con milicias locales. 

### Caída del presidente Bashar al-Ásad
A finales de noviembre de 2024, al-Charaa lideró Hayat Tahrir al-Sham en las ofensivas contra el Ejército Árabe Sirio.
El 1 de diciembre de 2024, la revista The Week publicó afirmaciones no confirmadas sobre la muerte de Al-Charaa en un ataque aéreo ruso, que circularon en ciertos medios de comunicación árabes y fuentes de redes sociales. Sin embargo, Ahmed visitó la ciudadela de Alepo el 4 de diciembre de 2024, que sus fuerzas capturaron a principios de diciembre de ese año.

## Presidencia
Tras la caida de Bashar al-Ásad, al-Charaa pasó a ser de facto, el lider del país. El 24 de diciembre de 2024, ordenó la disolución y la unión de varios grupos rebeldes, incluyendo el Ejército Nacional Sirio, apoyado por Turquía. En una entrevista en Al-Arabiya, al-Charaa mencionó que el proceso para la redacción de una nueva constitución en el país, duraria de dos a tres años, mientras que la realización de elecciones, se daría luego de cuatro años.
El 29 de enero de 2025, en la Conferencia de la Victoria de la Revolución Siria, Hassan Abdel Ghani, anunció la designación de al-Charaa como Presidente de Siria.

## Vida personal
Muy poco se sabe sobre su vida privada. Según Time, en una reunión donde asistieron los lideres de Ahrar al-Sham y otros grupos armados en 2012, al-Charaa asistió con una mascara, negandose a revelar su identidad, y fue presentado a los asistentes por los emires del frente en Alepo e Idlib.
En 2012, al-Charaa se casó con Latifa al-Droubi, y juntos tuvieron tres hijos.

## Documental
El 1 de junio de 2021, PBS lanzó un documental, The Jihadist, en el que se investigaba el pasado de al-Charaa en el contexto de la guerra civil siria.

Reflexionando sobre su afiliación pasada con Al Qaeda, Ahmed comentó en la entrevista en un intento por blanquear su pasado:
"Hay que tener en cuenta la historia de la región y lo que ha pasado en los últimos 20 o 30 años... Estamos hablando de una región gobernada por tiranos, por gente que gobierna con puño de hierro y sus aparatos de seguridad. Al mismo tiempo, esta región está rodeada de numerosos conflictos y guerras... No podemos tomar un segmento de esta historia y decir que tal o cual persona se unió a Al Qaeda. Hay miles de personas que se unieron a Al Qaeda, pero preguntémonos ¿cuál fue la razón por la que estas personas se unieron a Al Qaeda? Esa es la pregunta. ¿Son las políticas estadounidenses después de la Segunda Guerra Mundial hacia la región parcialmente responsables de llevar a la gente hacia la organización Al Qaeda? ¿Y son las políticas europeas en la región responsables de las reacciones de las personas que simpatizan con la causa palestina o de la forma en que el régimen sionista trata a los palestinos?... ¿Son los pueblos destrozados y oprimidos que tuvieron que soportar lo que ocurrió en Irak, por ejemplo, o en Afganistán, los responsables...?... Nuestra participación con Al Qaeda en el pasado fue una época, y "Ya no es así, y ya en la época en que estábamos con Al Qaeda estábamos en contra de los ataques externos, y es totalmente contrario a nuestras políticas llevar a cabo operaciones externas desde Siria contra ciudadanos europeos o estadounidenses. No formaba parte de nuestros cálculos y no lo hicimos en absoluto".